# George Stam
George Stam (Rotterdam, 2 juli 1905 – aldaar, 27 april 1995) was een Nederlandse organist, componist en publicist.

## Opleiding
Stam kreeg zijn eerste muzieklessen op het harmonium. In een interview vertelde hij dat twee Rotterdamse leraren niets in hem zagen: hij werd weggestuurd.
In 1916 verhuist de familie naar Zutphen en daar kreeg hij les van Cor Bute, organist van de St. Walburgiskerk aldaar. Bute was in die tijd een van de vooraanstaande organisten van Nederland.
Zijn volgende leraar was vanaf 1922 Cornelis de Wolf, organist van de St.Eusebiuskerk te Arnhem. In 1925 werd de Wolf aangesteld als docent aan het Amsterdams Conservatorium; George Stam zette zijn orgelstudie daar voort. Tevens kreeg hij op het conservatorium les van Sem Dresden en Willem Pijper.
In 1927 deed hij eindexamen, zijn studie bij de Wolf duurde tot 1933 het jaar dat hij tevens zijn Prix d'Excellence behaalde. Tijdens dat concert voerde Stam uit: Fantasia en Fuga in g kl.t. (J.S. Bach), Deuxième Choral (César Franck), Passacaglia en Fuga (G. Stam), Koraalfantasie 'Wachet auf ruf'uns die Stimme' (Max Reger) en een eigen improvisatie.
Een van de juryleden was Joseph Bonnet, hij was de vervanger van de ziek geworden Marcel Dupré. Bonnet liet zich vooral lovend uit over de improvisatie van Stam.

## Werkzaamheden 1931 – 1992
George Stam werd op 12 mei 1931 aangesteld als organist van de Jacobijnerkerk te Leeuwarden, waar hij het hoofdorgel bespeelde. Het salaris bedroeg in die tijd f 750,-. Hiervoor was hij organist te Warnsveld. Door het enthousiasme waarmee hij zich als musicus presenteerde sloeg over op andere (aankomende) organisten. Vele leerlingen wisten de weg naar Leeuwarden te vinden, zoals Arnold Feddema (Damwoude), Dirk Kreger (Franeker), Cor Edskes en Evert Westra (beide uit Groningen). Ook Klaas Boersma was in die tijd een leerling van Stam. Tevens was hij koordirigent en ook is hij van 1945 – 1947 orkestdirigent geweest bij “Ljouwerter Orkest Foriening”. Zij worden wel beschouwd als de voorloper van het Fries Orkest.
In 1949 aanvaardde Stam de betrekking van directeur van het "Conservatorium en Muziekschool van Toonkunst" later genoemd het Utrechts Conservatorium. In Leeuwarden volgde organist Piet Post hem op. Hij zou die functie in Utrecht tot 1953 vervullen. De dirigent en organist Charles de Wolff was een leerling van Stam.
Van 1953 tot 1956 is hij directeur van het Conservatorium van Amsterdam. Vanaf 1950 was hij organist van de Nederlands Hervormde Koepelkerk te Amsterdam. Vervolgens kreeg hij een benoeming aan de Nederlands Hervormde Westerkerk. In 1952 aan de Utrechtse Leeuwenberghkerk, in september 1956 benoemd te Gouda aan de Nederlands Hervormde St. Janskerk en tevens benoemd tot directeur van het Rotterdams Conservatorium. In deze periode kregen o.a. Kees van Eersel en Herman Lammers les van George Stam.
Reeds op 1 oktober 1959 kreeg Stam een benoeming tot organist van de Grote of Sint-Laurenskerk (Rotterdam). Het orgel dat daar functioneerde tijdens de erediensten was het door de Deense orgelbouwer Marcussen gebouwde transeptorgel. In het voorjaar 1968 vertrok Stam om vervolgens tot 1992 organist van de Oude Kerk te Rijswijk te zijn.

## Composities
- 1931 Passacaglia en Fuga
- 1937 "Fantasie over bekende Nederlandsche Volksliederen voor Orgel", een serie bewerkingen, achtereenvolgens van het Wilhelmuslied, Merck toch hoe sterek, De zilvervloot, O Heer die daer en Wilhelmus.
- Thema met variaties.
- Improvisatie over twee kerstliederen.
- Psalm 92 en Psalm 105.
- 196. Koraalboek bij de psalmen.